# Syzygiella oenops
Syzygiella oenops là một loài rêu tản trong họ Jungermanniaceae. Loài này được (Lindenb. & Gottsche) Feldberg, Váňa, Hentschel & J. Heinrichs miêu tả khoa học lần đầu tiên năm.